# 稚内市立稚内東中学校
稚内市立稚内東中学校（わっかないしりつわっかないひがしちゅうがっこう）は、北海道稚内市潮見5丁目にある中学校。同市潮見・栄・はまなす・大黒5・萩見1 - 2・末広3 - 5（以上稚内東小学校）校区と声問地区（以上声問小学校）校区を学区とする。地元では東中（とんちゅう、ひがしちゅう）の愛称で親しまれている。
稚内東小学校と渡り廊下でつながっている。

## 概要
- 学級数 - 6
- 生徒数 - 147（2023年11月6日現在）
- 本務教員数 - 19
- 本務職員数 - 3
- 校長 - 吉崎健一
- 学校給食 - あり

## 交通
- 北海道旅客鉄道宗谷本線　南稚内駅から宗谷バスの路線バス市内線「潮見5丁目」下車。所要12分